# Écris l'histoire
Singles de Grégory Lemarchal
Je suis en vie
(2005)
Écris l'histoire est le premier et le plus vendu des singles de Grégory Lemarchal. La chanson est sortie en mars 2005 dans les pays francophones comme le premier single de son album Je deviens moi, où il a connu un grand succès notamment en France et en Belgique francophone.

## Informations
Le texte a été écrit et la musique composée par Davide Esposito et Paul Manners. La chanson est en fait une reprise de Io so che tu de Francesco de Benedittis interprétée par Davide Esposito, mais avec d'autres paroles en français de Katia Landréas. La version d'Esposito, sortie en CD single avec la version originale et d'autres versions, entre dans les hits-parades en septembre 2006, en prenant la 71e position en Suisse et la 20e position en France (elle ré-entra dans le classement français en 93e position après la mort de Grégory Lemarchal en avril 2007).
La chanson arrive directement en 2e position dans le classement français des singles, le 2 avril 2005. Elle restera à cette même position pendant cinq semaines consécutives, la chanson n'arrivant pas à devancer Un Monde parfait de Ilona Mitrecey, qui a toujours été numéro un et devant la chanson. Après ça, la chanson descend dans le classement ; elle sera positionnée 9 semaines dans le top 10, 14 semaines dans le top 50 et 21 semaines dans le top 100. Le single a été certifié disque de platine par le SNEP, pour 300 000 singles vendus.
En Belgique francophone, le single débute à la 7e position du Ultratop 40, le 9 avril 2005 avant d'atteindre la 2e place, sa meilleure position. La chanson est restée pendant 10 semaines dans le top 10 et 16 semaines dans le classement (top 40).
En Suisse, le single entre dans le classement en 43e, le 10 avril 2005. Il monte à la 18e place la semaine suivante, qui est sa meilleure position. Le single reste dans le classement pendant 18 semaines. Le 20 mai 2007, juste après la mort de Grégory Lemarchal, la chanson est ré-entrée dans le classement à la 40e position pendant cette semaine.
En 2005, le single est le 14e single le plus vendu en France, et le 13e en Belgique.
La chanson est également disponible sur la compilation posthume du chanteur, Rêves.
La chanson a été reprise par Liane Foly et Michael Jones pendant l'édition 2006 des Enfoirés, Le Village des Enfoirés et incluse dans un medley appelé "Medley On s'écrit".
Enfin la chanson a été interprétée par Yannick Noah, Maurane et Claire Keim pendant l'édition 2011 des Enfoirés, Dans l'œil des Enfoirés.
En 2014, la chanson est reprise par Les Prêtres, dans leur album Amen.
En 2016, la chanson est reprise par le groupe Kids United, dans la réédition de leur album Tout le bonheur du monde. Elle fut également reprise par le groupe New Poppys en duo avec la chanteuse Anaïs Delva sur leur album Chanter pour rêver.
En 2022, trois élèves de la saison 10 de la Star Academy à savoir Stanislas Souffoy-Rittner, Chris Camalon et Léa Haddad, reprennent la chanson sur l’album Iconique cette même saison.

## Liste des pistes
CD single
| No | Titre                                                             | Paroles                                                | Musique                                  | Durée |
| -- | ----------------------------------------------------------------- | ------------------------------------------------------ | ---------------------------------------- | ----- |
| 1. | Écris l'histoire (single version) (Titre original: Io so che tu,) | Francesco de Benedittis, Davide Esposito, Paul Manners | Francesco de Benedittis, Davide Esposito | 3:39  |
| 2. | SOS d'un terrien en détresse                                      | Luc Plamondon                                          | Michel Berger                            | 3:28  |
| 3. | Écris l'histoire (instrumental)                                   |                                                        | Francesco de Benedittis, Davide Esposito | 3:39  |

Téléchargement
| No | Titre                             | Durée |
| -- | --------------------------------- | ----- |
| 1. | Écris l'histoire (single version) | 3:39  |

## Certifications et ventes
| Pays   | Certification | Date             | Ventes certifiées | Ventes physiques |
| ------ | ------------- | ---------------- | ----------------- | ---------------- |
| France | Platine       | 7 septembre 2005 | 300,000           | 266,000          |

## Classements
| Classement (2005)       | Meilleure position |
| ----------------------- | ------------------ |
| Belgique (Fr)           | 2                  |
| Union européenne        | 6                  |
| France                  | 2                  |
| Suisse                  | 18                 |
| Classement (2007)       | Meilleure position |
| France (Téléchargement) | 6                  |

| Classement de fin d'année (2005) | Position |
| -------------------------------- | -------- |
| Belgique (Fr)                    | 13       |
| France (Diffusion)               | 75       |
| France (Classement des singles)  | 14       |
| France (Diffusion TV)            | 277      |